# Lemna turionifera
Lemna turionifera là một loài thực vật có hoa trong họ Ráy (Araceae). Loài này được Landolt mô tả khoa học đầu tiên năm 1975.

## Hình ảnh

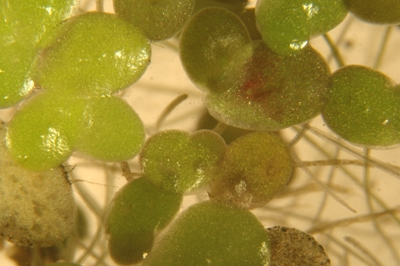
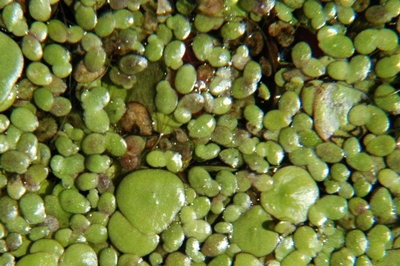